# Los Clots
Los Clots és un paratge del terme municipal de Tremp, al Pallars Jussà, dins de l'antic terme de Fígols de Tremp, al límit amb el terme de Sant Esteve de la Sarga.
Està situat cap a la meitat de la vall del barranc Gros, al sud de la Serra del Batlle. L'ús del topònim se circumscriu a la vora dreta del barranc; per tant, totalment en terme de Tremp.